# Теорема Гільберта (диференціальна геометрія)
Теорема Гільберта стверджує, що гіперболічна площина не допускає гладкого ізометричного занурення у тривимірний евклідів простір. Теорема доведена Давидом Гільбертом в 1901 році.
Теорема Неша про регулярні вкладення, говорить, що будь-який рімановий многовид може бути ізометрично вкладений в евклідів простір достатньо високої розмірності.